# Іоффе Григорій Адольфович
Григорій Адольфович Іоффе (3 квітня, 1953, Сімферополь, Кримська область — 17 листопада 2020, Сімферополь) — колишній український та російський політичний діяч, колаборант.
Депутат Верховної Ради Автономної Республіки Крим 5—6 скликання від Партії Регіонів (2006—2010, 2010—2014). Перший заступник голови Верховної Ради Автономної Республіки Крим (28 лютого — 17 березня 2014), перший заступник голови «Верховної Ради Республіки Крим» (17 березня — 30 червня 2014), голова «Громадської палати Республіки Крим» (30 червня 2014 — 17 листопада 2020), член партії Єдина Росія.
Заслужений журналіст України (2003) та заслужений журналіст так званої «Республіки Крим» (2018).

## Біографія
Батько — Адольф Абрамович Іоффе (1929—2015), ветеран Німеько-радянської війни, заслужений енергетик Автономної Республіки Крим, почесний громадянин Сімферополя та депутат Верховної Ради Автономної Республіки Крим IV скликання. Мати — Аеліта Михайлівна Цейтлін (1929—2013), лікар невролог, працювала в 1—му сімферопольському пологовому будинку. Бабуся по материнській лінії — Віра Григорівна Михайлова.

### Освіта
- 1970 — сімферопольська школа № 40
- 1974 — Сімферопольський державний університет імені М. В. Фрунзе

### Кар´єра
- 1974—1977 — вчитель російської мови та літератури у Лозовській школі Симферопольського району Кримської області
- 1990—1996 — кореспондент, політичний оглядач газети «Кримський комсомолець»
- 2001—2006—головний редактор кримської республіканської громадсько—політичної газети «Республіка Крим»

### Політична кар´єра
- Жовтень 2009 — березень 2010 — перший заступник голови Верховної Ради Автономної Республіки Крим
- Листопад 2010—28 лютого 2014—заступник голови Верховної Ради Криму
- З 28 лютого по 17 березня 2014 — перший заступник голови Верховної Ради Автономної Республіки Крим
- З 17 березня 2014 — перший заступник представника «Державної Ради Республіки Крим»
- 30 червня 2014 — голова «Громадської палати Республіки Крим»

### Смерть
Помер 17 листопада 2020 під зупинки серця через захворювання COVID—19.

## Родина
Був одружений.
Син — Денис, доктор наук, спеціалізується на поезії «срібного століття», працює в Гентському університеті в Бельгії.

## Кримінальне провадження
Прокуратурою АРК був звинувачений у державній зраді та оголошений у розшук.

## Нагороди
- Заслужений журналіст України (2003);
- Медаль «За звільнення Криму та Севастополя» (17 березня 2014) — за особистий вклад в справу «повернення Криму» в Росію[4];
- Заслужений журналісти «Республіки Крим» (30 березня 2018)